# San Luis, Tecpatán
San Luis är en ort i Mexiko.   Den ligger i kommunen Tecpatán och delstaten Chiapas, i den sydöstra delen av landet, 700 km öster om huvudstaden Mexico City. San Luis ligger 341 meter över havet och antalet invånare är 174.
Terrängen runt San Luis är huvudsakligen kuperad, men åt nordost är den bergig. San Luis ligger nere i en dal. Runt San Luis är det ganska tätbefolkat, med 58 invånare per kvadratkilometer. Närmaste större samhälle är Tecpatán, 2,3 km söder om San Luis. I omgivningarna runt San Luis växer huvudsakligen savannskog.